# Annabeth Chase
Annabeth Chase (12 tháng 7 năm 1993) là một nhân vật hư cấu trong tác phẩm Percy Jackson của Rick Riordan và tiểu thuyết nhiều phần Olympians. Cô là một á thần, là con của thần và người thường. Cha cô là người trần Frederick Chase và mẹ cô là Athena, nữ thần của trí tuệ. Lần đầu tiên cô xuất hiện trong cuốn tiểu thuyết đầu tiên của series, The Lightning Thief. Trong suốt tiểu thuyết, cô trở thành người bạn thân thiết với Percy Jackson, sau đó trở thành người [...].
Nhân vật này được thể hiện bởi các nữ diễn viên Alexandra Daddario trong phim Percy Jackson & the Olympians: The Lightning Thief, dựa trên cuốn sách đầu tiên, The Lightning Thief. Nhân vật cũng có mặt trong bộ phim "The Sea of Monsters", dựa trên tiểu thuyết "Percy Jackson & the Olympians: The Sea of Monsters".

## Sơ lược
Annabeth Chase là con gái của nữ thần Trí Tuệ, Chiến tranh chính nghĩa và nghề thủ công Athena với một giáo sư Lịch Sử dạy tại West Point Frederick Chase. Giống như bao đứa con của Athena, Annabeth được sinh ra từ "suy nghĩ thần thánh của mẹ và tài trí tuyệt vời của cha." Annabeth từng thừa nhận rằng mình có một tuổi thơ không hạnh phúc, khi cha cô lấy người khác và người mẹ kế cô lập cô khỏi gia đình, do dòng máu con lai của cô thu hút quá nhiều quái vật. Cô bỏ nhà đi từ năm lên bảy. Trên đường lang thang, cô gặp hai người bạn là Luke Castellan (con trai của Hermes) và Thalia Grace (con gái của Zeus) và cùng họ du hành, gặp thêm Grover- một thần rừng, cùng cả bọn hướng đến trại Con Lai. Nhưng một sự việc đáng tiếc đã xảy ra: cả nhóm bị quái vật truy bắt, Thalia Grace hi sinh để mọi người chạy trốn và Zeus biến cô thành Cây thông bảo vệ. Annabeth đau khổ về việc Thalia mất và suốt 5 năm sau đó, cô vẫn ở trại Con lai, cho đến khi gặp Percy Jackson- con trai của thần biển Poseidon.

## Ngoại hình
Annabeth được miêu tả là một cô gái cao ráo (1m79), trông khỏe mạnh, năng động và cực kì linh hoạt. Cô có mái tóc uốn lọn màu vàng và làn da rám nắng. Đôi mắt màu xám tro của cô được coi là đặc trưng của những đứa con nữ thần Athena. Annabeth cũng hay đeo trang sức có hình cú- biểu tượng của Athena.

## Tính cách
Đối với những đứa con của nữ thần Trí Tuệ, việc có một bộ óc hơn người là điều dễ hiểu. Annabeth cực kỳ thông minh và giỏi việc liên quan đến các kế hoạch chiến đấu. Trong mọi tình huống, cô luôn nghĩ cách để cả nhóm được an toàn. Cô có tố chất của một đội trưởng và đó là lí dao tại sao, trong quyển 4, cô có thể vượt qua mọi nguy hiểm với 4 anh hùng (không phải 3-con số được coi là may mắn). Annabeth có sự dũng cảm và kỹ năng chiến đấu linh hoạt, là trợ thủ đắc lực cho Percy, nên cậu luôn chọn cô đi cùng với sự tin tưởng tuyệt đối.
Annabeth có niềm đam mê với kiến trúc và toán học, cô rât thích nghiên cứu các công trình nổi tiếng của thế giới. Cô có thể liều lĩnh trong một số trường hợp, nhưng đằng sau đó đều là những kế hoạch rút lui an toàn. Tuy giỏi giang ở nhiều lĩnh vực, nhưng cô lại rất sợ nhện và Percy nói rằng cậu không thể hiểu được cô ấy ở điều này, khi cậu thấy cô ấy đu những thanh xà dễ như ăn kẹo nhưng lại sợ loài động vật chân nhỏ xíu như nhện. Nhưng nếu bàn tới ân oán của nữ thần Athena và Arachne- người đã bị Athena trừng phạt biến thành nhện thì cũng dễ hiểu.
Annabeth có tất cả các triệu chứng của con lai: cơ thể hút quái vật, luôn gặp nguy hiểm, tăng động giảm chú ý và chứng khó đọc (dù cô đã cố gắng đọc rất nhiều). Cô có các vũ khí là mũ bóng chày NY có khả năng tàng hình-món quà của Athena đặc biệt dành cho cô và con dao bằng đồng Celestial buộc ở tay do Luke tặng. Cô có khả năng dùng thành thạo dao, kiếm, giáo và cả cung tên.

## Các mối quan hệ
- Percy Jackson: Cô gặp Percy lần đầu ở Trại Con Lai, khi cậu mới 12 tuổi, đang sốc vì mẹ mất và hoang mang với thân phận con lai của mình. Cô đóng vai trò người hướng dẫn cho cậu suốt thời gian đó. Percy nghĩ cô rất "dễ thương" và có cảm tình sau đó. Cả hai người dường như hòa hợp ngay cả về ý nghĩ và phong cách chiến đấu. Cô đồng hành với cậu trong rất nhiều cuộc chiến khốc liệt, trở thành người bạn thân thiết và sau này là người yêu của cậu.
- Grover: Cô gặp thần rừng này khi mới 7 tuổi, đang đi lang thang khắp nơi cùng Luke và Thalia. Grover hướng dẫn nhóm cô về Trại Con Lai. Cuối cùng, sau khi Thalia hi sinh để những người bạn của họ chạy trốn, thì Grover đã tự trách mình rất nhiều về cái chết của cô. Nhưng Annabeth luôn an ủi và nói rằng đó không phải lỗi của cậu.
- Luke Castellan: Gặp Luke năm 7 tuổi, Annabeth đã có một niềm ngưỡng mộ sâu sắc với anh. Cô đau đớn khi thấy anh sa vào tội lỗi và luôn cố gắng bảo vệ, đưa anh quay trở lại con đường chân chính, nhưng Luke nhiều lần lợi dụng và suýt giết Annabeth nhiều lần. Nhưng cô vẫn tha thứ cho anh. Trong quyển 5- quyển cuối cùng, Luke trước khi chết hỏi Annabeth rằng cô có yêu anh không, thì cô ngập ngừng trả lời chỉ coi anh như người anh trai. Anh mỉm cười như đã biết câu trả lời. Annabeth khóc và an ủi anh là anh hùng, sẽ được đến Elysium-nơi an nghỉ cho các anh hùng.
- Frederick Chase: Mối quan hệ của Annabeth với cha mình luôn không tốt, nhất là cô đã bỏ nhà ngay từ khi 7 tuổi. Cha cô bỏ bê cô vì cô gây nguy hiểm cho gia đình của ông. Sau này, mối quan hệ của họ được cải thiện hơn rất nhiều.
- Thalia Grace: Người bạn đồng hành của Annabeth, đã mất và lại được hồi sinh bởi Bộ Lông Cừu Vàng. Annabeth luôn nhớ về cái chết của cô với sự đau khổ. Sau này Thalia sống lại, Annabeth như được vui vẻ thêm phần nào.